# کارابوداخ‌کنت
کارابوداخ‌کنت (روسی: Карабудахкент) یک منطقهٔ مسکونی در روسیه است که در داغستان واقع شده‌است.